# 斯加式十二糎速射加農砲
斯加式十二糎速射加農砲（しかしきじゅうにせんちそくしゃかのんほう）は、1890年代後期から大日本帝国陸軍が輸入・運用したカノン砲である。斯加式とは、「シュナイダー・カネー式」（斯式＝シュナイダー式、加式＝カネー式）を意味する。

## 概要
大日本帝国陸軍が沿岸要塞の備砲としてフランスのシュナイダー社から購入したもの。同時に契約を結んだ斯加式九糎速射加農砲と合わせて日本各地の要塞に沿岸砲として配備された。
本砲の第一回の契約が結ばれたのが明治31年（1898年）3月、説明書が制定されたのが明治34年（1901年）9月だが、日本に届いた時期ははっきりとしていない。その後、太平洋戦争の終戦まで配備され続けた。
シュナイダー社では後に九〇式二十四糎列車加農も納入している。

## 配備先
| 配備先                  | 配備数 |
| ----------------------- | --- |
| 東京湾要塞 第一海堡     | 4門 |
| 由良要塞 友ヶ島第五砲台 | 6門 |
| 同上 男良谷砲台         | 4門 |
| 下関要塞 竜司山堡塁     | 6門（昭和9年（1934年）撤去） |
| 対馬要塞 太平高砲台     | 4門（昭和8年（1933年）撤去） |
| 同上 太平低砲台         | 4門（昭和8年（1933年）撤去） |
| 同上 折瀬ヶ鼻砲台       | 2門 |
| 佐世保要塞 面高砲台     | 4門 |
| 豊予要塞 高島第一砲台   | 2門 |
| 同上 高島第三砲台       | 2門（同砲台は、1934年（昭和9年）7月就工なので、下関要塞 竜司山堡塁、対馬要塞 太平高砲台、同太平低砲台からの撤去移設と推測される） |
| 舞鶴要塞 浦入砲台       | 4門 |

## 自走砲化
本砲を九五式重戦車の車体に搭載した自走砲の試作が遅くとも昭和20年（1945年）前半頃までには行われていた。